# Chloé Hayden
Chloé Sarah Hayden (23 de julio de 1997) es una actriz, personalidad de redes sociales y autora australiana. Es conocida por su papel como Quinn "Quinni" Gallagher-Jones en la nueva versión de Netflix del 2022 de la serie Heartbreak High y su conciencia y activismo en línea sobre la discapacidad.

## Primeros años
Hayden nació en Melbourne, Australia.
Creció cerca de la ciudad de Geelong, Victoria.
A la edad de 13 años, había asistido a diez escuelas diferentes y sufría de depresión severa y ansiedad como resultado del bullying severo, lo que llevó a Hayden a ser educada en su casa. Le diagnosticaron autismo a los 13 años y TDAH a los 22.
Hayden tiene un hermano menor que también es autista, así como un hermano y una hermana adoptados de Taiwán.